# Terbinafin
A terbinafin   egy szintetikus   allilamin szerkezetű antifungális gyógyszer. Mivel erősen   lipofil tulajdonságú,  felhalmozódik a bőrben, körömben és a zsírszövetekben.

## Gyógyszerhatás
A terbinafin-hidroklorid fehér kristályos por, mely jól oldódik metanolban és metilén-kloridban; vízben kevéssé oldódik.
A többi allilaminhoz hasonlóan a terbinafin is gátolja az ergoszterin szintézisét a szkvalén-epoxidáz enzim gátlásával, amelynek fontos szerepe  van a gombasejt sejtfalszintézisében.

## Javallatok
A terbinafin főként dermatofitonok ellen hatékony.  
1%-os krém vagy por formájában felületi bőrfertőzések (Tinea cruris, Tinea pedis) kezelésére használják. Orális (250 mg-os) tablettákat adnak körömgomba kezelésére Tinea unguium ellen.
A tabletták bevétele egyes esetekben májkárosodást okozhat, ezért a betegeken májfunkciós vizsgálatot javasolt végezni. Terbinafin szedése alatt az alkoholfogyasztás nem ajánlott.

## Készítmények
- Tineal
- Lamisil
- Terbisil